# Erich Lüdke
Erich Lüdke, nemški general, * 20. oktober 1882, † 13. februar 1946.